# Agricultura tropical sustentável
O principal objetivo do desenvolvimento agrícola sustentável é neutralizar ou minimizar os efeitos das ações antrópicas no meio ambiente. Essas ações podem tornar um agroecossistema insustentável quando há redução: a) da capacidade de atuação dos mecanismos de controle de pragas e dos processos de reciclagem de nutrientes; b) da capacidade “evolutiva” do sistema, devido à erosão e à homogeneização genética causada pelas monoculturas; c) da disponibilidade de recursos que atendam às necessidades básicas (água, terra, etc.); e d) da capacidade de utilização adequada dos recursos disponíveis, sobretudo em função do emprego de tecnologias impróprias.
O conceito de agricultura sustentável é formado por vários itens: manutenção a longo prazo dos recursos naturais e da produtividade agrícola; reduzido
impacto ao meio ambiente; retornos financeiros-econômicos adequados aos agricultores; otimização da produção agrícola com o mínimo de insumos químicos; satisfação das necessidades humanas quanto à alimentação e renda; atendimento das necessidades socias das famílias e das comunidades rurais. 
Em relação às práticas agrícolas e ao uso dos recursos naturais, as definições incluem a redução do uso de agroquímicos e de fertilizantes sintéticos solúveis, o controle da erosão, a rotação de culturas, a integração lavoura-pecuária e a busca por novas fontes de energia. 
De modo geral, o conceito de desenvolvimento agrícola sustentável inclui a preocupação de integrar a produtividade dos sistemas agrícolas a aspectos econômicos, sociais e ambientais. Assim, o objetivo da agricultura sustentável é a manutenção da produtividade agrícola com o mínimo de impactos ambientais e retornos econômico-financeiros adequados, os quais permitem diminuir a pobreza e atender às necessidades sociais da população.
O conceito de agricultura sustentável inclui a ideia de uso de tecnologias adequadas às condições do ambiente regional e mesmo local, e da previsão e prevenção dos impactos negativos, sejam eles sociais, econômicos e ambientais (...) O objetivo final é a garantia de que os agroecossistemas sejam produtivos e rentáveis ao longo do tempo (...). Para esses autores, também é fundamental a produtividade com a conservação dos recursos naturais, de modo que a sustentabilidade será o novo direcionador da competitividade e da eficiência.
A agricultura familiar é a forma social de uso da terra que melhor se enquadra na noção de sustentabilidade e atende às exigências locais, regionais e do país; por isso, ele enfatiza a importância de as partes envolvidas buscarem políticas públicas que valorizem essa opção de cultivo. Nesse sentido, a alternativa ideal é aquela que atende às necessidades dos grupos sociais de forma democrática, transformando, via participação política, excluídos e marginalizados em cidadãos. 
Os mercados alternativos, canais de comercialização em que os produtos chegam ao consumidor de forma diferente daquela feita pelos mercados convencionais são construídos e mantidos por iniciativas e ações da sociedade e por políticas públicas governamentais.
As ações realizadas pela sociedade na construção desses mercados demonstram a capacidade que ela tem de se opor à modernização da agricultura, incentivando o reconhecimento da agricultura familiar por parte do Estado e da população e descentralizando os recursos financeiros aplicados na agricultura e nas cadeias agroalimentares do país. Em consequência, surgiram sistemas produtivos locais e diversificados, as relações entre produtores e consumidores se fortaleceram, houve a diminuição da distância entre o local de produção e o de consumo, o reconhecimento da qualidade dos produtos locais e a valorização do trabalho do agricultor por parte do consumidor. 
O conceito de sistemas de Circuitos Curtos (CC) de comercialização de produtos e serviços, sendo aqueles que mobilizam, no máximo, um intermediário entre o produtor e o consumidor. Ele afirma que as propriedades que comercializam em circuitos curtos se caracterizam, em grande parte, como  propriedades familiares de produção de agricultura diversificada e de responsabilidade ambiental e social. 
Essas propriedades apresentam as seguintes características:
 maior autonomia do agricultor;
 pequenas dimensões (menos de 20 ha, em média);
 maior interligação entre produtor e consumidor;
 mão de obra familiar com diferentes competências (produção, transformação, comercialização, hospitalidade);
 diversificação do sistema produtivo segundo princípios da agroecologia; e
 tendência à produtividade da propriedade (turismo e acolhida, com restaurante, alojamento, atividades de lazer, atividades pedagógicas e valorização da paisagem).
Os mercados alternativos são, geralmente, mais sustentáveis, pois integram os campos social, ambiental e econômico, produzindo menores impactos. Além disso, caracterizam-se por possuírem valores como o associativismo, o cooperativismo, o consumo consciente, o comércio justo e o  reconhecimento da cultura e da diversidade. Em alguns casos, promovem a reconexão entre elementos que foram afastados pelo mercado convencional, como, por exemplo, a produção e o consumo, o produtor e o seu território. Também exercem função importante na valorização da qualidade do produto, do trabalho do agricultor, dos gostos dos consumidores e, finalmente, da reterritorialização da produção ligada ao reconhecimento da identidade cultural do produto e do modo de fazer do agricultor.
Nesse contexto, a agricultura tropical sustentável é aquela desenvolvida nas regiões tropicais, em que os fatores socioeconômicos e de infraestrutura são, geralmente, mais desfavoráveis do que nos países situados nas regiões temperadas. Porém, mesmo com esses obstáculos, as atividades agrícolas nas  regiões tropicais podem ser tão produtivas quanto nas outras regiões e, ao mesmo tempo, praticadas com o intuito de preservar o meio ambiente, evitando o uso de agrotóxicos e sendo acessível também a populações de menor renda.
Pode-se afirmar que os agricultores que direcionam seus produtos aos mercados locais tendem a ter uma preocupação maior com a questão da sustentabilidade em suas práticas agrícolas. Isso ocorre, sobretudo, devido à diversificação dos produtos ofertados, ao reconhecimento das identidades locais, à conexão estabelecida entre os agricultores e a sociedade e à melhoria da qualidade de vida que proporcionam, sendo, por isso, importante que recebam o apoio de políticas públicas para o desenvolvimento sustentável.